# Aloe sabila
Aloe sabila é uma espécie de liliopsida do gênero Aloe, pertencente à família Asphodelaceae.